# بسته‌بندی صدفی
بسته‌بندی صدفی یا بسته‌بندی پوسته صدفی نوعی بسته‌بندی است که از یک ظرف یک تکه با حالت لولادار برای نگهداری فرآورده مورد نظر استفاده می‌کنند. ظرف صدفی که همانند ساختار بدنی صدف دریایی است از دو تکه درب و بدنه ظرف تشکیل شده است. جنس ظرف‌های صدفی عموماً از پلاستیک است.